# Economía planificada
Una economía planificada es aquella en que se prescinde de un mercado o el mercado tiene un papel secundario para la asignación de recursos. Hay varios modelos de planificación del que surge el consenso entre los factores económicos a través de la socialización de los medios de producción en un entorno descentralizado y de participación activa de los productores y ciudadanos (planificación colectiva o comunitaria) hasta la organizada por una entidad central en la que se coordina toda la economía de la región (planificación centralizada).

## Ventajas e inconvenientes de la economía planificada

### Ventajas

#### Conformidad con grandes diseños
Mientras la economía de mercado mejora los bienes por evolución, la economía planificada favorece el diseño. Mientras que la evolución tiende a conducir a un máximo local en la riqueza agregada, el diseño es, en la teoría, capaz de alcanzar un máximo global. Por ejemplo, en una ciudad planificada puede ser diseñado un transporte eficiente, mientras las ciudades mercado en crecimiento tenderían a sufrir problemas de congestión de tráfico. Empresarios señalan que las ciudades planificadas sufrirán los mismos problemas que las ciudades no planificadas, a menos que la reproducción y el crecimiento de la población estén sujetos a estricto y constante censo o monitoreo; o en otro caso, control absoluto como en una ciudad cerrada.

#### Cumplimiento de objetivos colectivos
Una economía planificada tiene la capacidad de servir colectivamente en vez de cumplir con necesidades individuales: en virtud de un sistema de este tipo, las recompensas, ya sean salarios o bonos, serán distribuidos de acuerdo con el valor que el Estado atribuya a los servicios prestados. 
En una economía planificada se elimina el lucro individual como fuerza motriz de la producción y lo coloca en manos de los planificadores del colectivo para determinar cuál es la adecuada producción de diferentes tipos de mercancías. El gobierno puede aprovechar la tierra, trabajo y capital al servicio de los objetivos económicos de la comunidad y no del individuo a veces por medio del Estado. La demanda secundaria de los consumidores puede ser restringida a favor de una mayor inversión de capital para el desarrollo económico de un sector prioritario. El estado puede comenzar a construir una industria pesada a la vez en una economía subdesarrollada, sin esperar años para acumular capital a través de la expansión de la industria ligera, y sin la dependencia de financiación externa. Esto es lo que sucedió en la Unión Soviética durante la década de 1930 cuando el gobierno dirigió la proporción del PIB dedicada al consumo privado de 80 por ciento a 50 por ciento. Ello conllevó un crecimiento espectacular, vía el aumento de la tasa de inversión y la acumulación de capital, situación explicada por el modelo clásico de Solow. Esto permitió al estado cumplir la mayoría de sus objetivos económicos a medio plazo. Esto por otra parte comportó postergación del nivel de consumo de bienes no prioritarios en pro de un mayor desarrollo que a largo plazo repercutiría en un rápido mejoramiento de la calidad de vida del pueblo, que de hecho sucedió.

### Inconvenientes

#### El problema de los excedentes y la escasez
Los críticos de las economías planificadas sostienen que los planificadores no pueden detectar las preferencias de los consumidores, la escasez, y los excedentes con la suficiente precisión y, por lo tanto, no puede coordinar eficazmente la producción (en una economía de mercado, un sistema de precio libre se destina a este fin). Sin embargo este argumento descuida la solución de Lange-Lerner de equivalencia entre planificación y mercado.
Si bien es cierto que durante ciertos períodos, en la Unión Soviética, la escasez de bienes básicos fue común en zonas determinadas pudiéndose generar colas. De hecho, la escasez de ciertos productos en la Unión Soviética, en ocasiones fue un resultado premeditado de una medida política, ya que las autoridades, por ejemplo, restringían productos que facilitaran la comunicación rápida, como el teléfono, con fines políticos y no tanto por una limitación de las posibilidades de planificación. Por otra parte, algunas escaseces se debieron en parte a que los planificadores debían decidir, por ejemplo, que los tractores eran más importantes de producir que hacer zapatos en ese momento, o porque las órdenes no fueron dadas para proporcionar una cantidad de cuero a la fábrica de zapatos, o porque los planificadores centrales no habían dado el incentivo a la fábricas de zapatos para producir la cantidad necesaria de los zapatos de una cierta calidad requerida. El economista János Kornai desarrolló este tema en su obra Economía de penuria.
También existe el problema de los excedentes. Los excedentes indican una pérdida de mano de obra y materiales que podrían haber sido aplicados a las necesidades más apremiantes de la sociedad. Los críticos de la planificación central señalan que impide a largo plazo los excedentes, porque el funcionamiento de la oferta y la demanda hace que el precio tienda a hundirse cuando la oferta supera la demanda, lo que indica a los productores a detener la producción o se enfrentarían a pérdidas. 
Esto libera recursos para ser aplicados a satisfacer a corto plazo la escasez de otros productos básicos, según lo determinado por su demanda como el aumento de los precios superior a la oferta comienza. Se argumenta que esta "mano invisible" previene a largo plazo la escasez de excedentes y permite la máxima eficiencia en la satisfacción de las necesidades de los consumidores. Los críticos argumentan que, desde una economía planificada, los precios no están autorizados a cambiarse libremente, y además no hay un mecanismo exacto para determinar lo que se produce en grandes cantidades innecesariamente y lo que se produce en cantidades insuficientes. Ellos argumentan que la eficiencia se logra mejor a través de una economía de mercado donde los productores individuales pueden tomar cada uno, sus propias decisiones de producción basados en sus propias ganancias y gastos.

#### Priorización de la producción
Se[¿quién?] ha argüido que una economía planificada no puede determinar y dar prioridad a los bienes sociales mejor de lo que lo hace el mercado.[cita requerida] Aunque tal como sugiere la propuesta teórica conocida como solución de Lange-Lerner, potencialmente existen medios por el cual una economía planificada puede igualar los resultados del mercado. 
Por otra parte, incluso algunos autores que se oponen a las economías de planificación[¿quién?] sostienen que en algunos casos la planificación centralizada está justificada. En particular, es posible crear bienes no rentables pero socialmente útiles en el contexto de una economía de mercado. Por ejemplo, se podría producir un nuevo medicamento con el gobierno para recaudar los impuestos y luego gastar el dinero para el bien social. Por otra parte, los oponentes de dicha planificación central dicen que "la ausencia de datos sobre las prioridades que se transmiten a través de señales de precios creados por las personas que actúan libremente, entonces, son cuestionables absolutamente las determinaciones estatales sobre lo que es socialmente importante." 
Los opositores no niegan que algo útil se puede producir si el dinero es de la expropiación de empresas privadas y los particulares, pero su denuncia es que "no se sabe con certeza que esos fondos no se han gastado mejor" si los individuos se les permitió gastar e invertir, ya que desea de acuerdo a sus propios deseos.
Podemos ver las cosas de valor que se producen por la situación tributaria y el uso de esos fondos para llevar a cabo proyectos que se cree que son bienes sociales, pero no podemos ver lo que los bienes sociales no han producido debido a la riqueza fuera de las manos de aquellos que han invertido y gastado su dinero en otras formas de acuerdo con sus propias metas. Estos opositores de la planificación central argumentan que la única manera de determinar lo que la sociedad realmente quiere, es permitir que la empresa privada aproveche sus recursos en la competencia para satisfacer las necesidades de los consumidores, en lugar de tomar los recursos y permitir que el gobierno ejerza a la inversión directa, sin responder a las señales del mercado. Según Tibor R. Machan, "Sin un mercado en el que las asignaciones se pueden realizar en la obediencia a la ley de la oferta y la demanda, es difícil o imposible el redireccionamiento de recursos con respecto a las preferencias humanas reales y objetivos."
Si el gobierno en cuestión es democrático, democráticamente determina las prioridades sociales que se pueden considerar legítimas y los objetivos sociales, en los que el gobierno justifica su intervención en la economía. Cabe señalar que hasta la fecha, no solo la mayoría, sino que todos los países que emplean a las economías planificadas han sido las dictaduras u oligarquías (pocos o ninguno eran democracias). Muchas naciones democráticas, sin embargo, tienen una economía mixta, donde el gobierno interviene en cierta medida y en determinados aspectos de la economía, aunque otros aspectos de la economía se dejan al libre mercado.

#### Falta de incentivos para la innovación
Otra de las críticas de algunos a la planificación central, es que es menos probable que promueva la innovación en comparación con una economía de libre mercado. En esta última, los inventores pueden obtener enormes beneficios de patentar la nueva tecnología, por lo que es, sin duda, un gran incentivo para innovar. En una economía planificada se puede entregar los recursos nacionales en gran investigación y desarrollo si se obtiene la idea de que un campo en particular es fundamental para los intereses del Estado, por lo general la tecnología militar. 
A pesar de tener una economía planificada, la Unión Soviética tuvo la capacidad de mantener una fuerte competencia frente a los Estados Unidos durante la carrera espacial y la Guerra Fría pero quedándose obsoleta esta capacidad ante la revolución informática.

#### Imposición estatal frente a libertades individuales
La estructura de arriba abajo de una economía centralmente planificada dicta una cultura hegemónica de funcionamiento, mientras que en una economía de libre mercado varios modelos de explotación puedan competir al mismo tiempo de una manera similar a los organismos en un ecosistema.
Los críticos también sostienen que este tipo de economía podrá exigir un Estado que intervenga demasiado en las vidas personales de las personas. Por ejemplo, si el Estado dirige todos los empleos, las opciones de carreras universitarias pueden ser más limitadas. Si los bienes son asignados por el Estado y no por una economía de mercado, los ciudadanos no pueden, por ejemplo, ir a otro lugar sin permiso del Estado porque no serían capaces de adquirir los alimentos o vivienda en la nueva ubicación, como los recursos necesarios no planeados.
Asimismo, debido a que algunos estados de economía planificada controlaron en demasía las opciones personales de un individuo, algunos críticos sostienen que en la planificación central los resultados intrínsecamente son de arriba abajo, un estado coercitivo en que los planificadores podrían usar el estado para sus propios fines, en lugar de objetivos "sociales" del Estado. Algunos críticos sostienen que el socialismo valora mal las preferencias individuales, y solo resume algunos objetivos de grupo. Esta crítica es respaldada por la observación de Rummel, que establece que mientras menos libertad tengan los individuos de un país, más probable que desde el Estado los asesinen.
El Camino de servidumbre de Friedrich Hayek es una crítica del colectivismo. El libro argumenta que una economía de planificación central en última instancia, debe dar lugar a la tiranía. Una idea similar a esta es la idea de la "Jaula de hierro", presentado anteriormente por Max Weber en La ética protestante y el espíritu del capitalismo. El libro negro del comunismo afirma que los regímenes comunistas son los responsables de un mayor número de muertes que cualquier otro ideal político o movimiento.
En contraposición a esto, hay quienes aseguran que una política planificada o semi-planificada no tiene tanto que ver con lo anteriormente propuesto, pues, los estados de socialismo real han pretendido no solo hacer una economía planificada, sino que también una vida colectiva planificada, poniendo a la sociedad por sobre el individuo. Aun así siendo el socialismo ineficiente para solucionar los problemas de una nación, se ha prestado este argumento sobre la represión de izquierda para justificar la política de libre mercado como algo completamente justo, cuando en la práctica no siempre suele ser equitativo o productivo para el país en su conjunto, pues, al dejar que una pequeña cantidad de individuos acumular riquezas por sobre otros, se genera una contradicción y estancamiento en la economía.
De esta manera, los teoremas libre-mercadistas aseguran que el mercado por medio de su autorregulación provocará un avance social general, dando la idea a muchos directores generales, que su avaricia personal estaría justificada por ser productiva para todos, pero como se ha observado en muchos casos, la economía de libre mercado acarrea contradicciones fuertes para su desarrollo, y el triunfo de un agente del mercado muchas veces puede significar la caída de otro.[cita requerida]

#### Democracia económica y la autonomía de gestión
La planificación centralizada es también criticada por elementos de la izquierda radical. El economista libertario socialista Robin Hahnel observa que aun cuando la planificación central supere sus inhibiciones inherentes de incentivos y la innovación, no obstante, no estaría en condiciones de maximizar la democracia económica y la autogestión, que él cree que son conceptos que son intelectualmente más coherentes, consistentes y justos que los principales conceptos de la libertad económica. 
Hahnel lo explica como, "combinada con un sistema político más democrático, más cerca a una versión mejor de los casos, las economías de planificación centralizada, sin duda, tendrían mejores resultados. Pero nunca hubieran permitido una auto-administración económica, siempre han sido lentos a la innovación, como la apatía y la frustración tuvo su inevitable peaje, y siempre han sido susceptibles al crecimiento de las desigualdades e ineficiencias de los efectos del diferencial de poder económico. En virtud de la planificación central, ni los planificadores, administradores, ni los trabajadores tienen incentivos para fomentar la integración social de interés económico. Es inminente para los mercados de bienes finales del sistema de planificación de facultar los consumidores de manera significativa. La planificación central, no habría sido incompatible con la democracia económica, incluso si han superado sus obligaciones de información y de incentivos. Y la verdad es que sobrevivió tanto tiempo como lo hizo solo porque era impulsada por un poder político totalitario sin precedentes."

#### Corrupción
Los detractores de la economía planificada consideran que esta crea las condiciones sociales más favorables para la corrupción política.[cita requerida] En primer lugar, la centralización de la toma de decisiones predispone a los planificadores a los abusos de poder si no hay las suficientes medidas de control. En segundo lugar, la ineficiencia inherente de planes con suficiente información crea la necesidad de evitar la oficial toma de decisiones. Sin embargo, sus defensores consideran que las mismas no han sido más proclives a actos de corrupción que las economías no planificadas.

## Comparación con empresas capitalistas
Tomados en su conjunto, una economía centralmente planificada trataría de sustituir un número de empresas con una sola empresa para todo un sector económico. Como tal, la estabilidad de una economía planificada tiene implicaciones con la teoría de la empresa. Después de todo, la mayoría de las empresas son fundamentalmente "economías de planificación centralizada". Es decir, las empresas son esencialmente economías de planificación centralizada en miniatura y funcionan bien en un mercado libre. Como ha señalado Kenneth Arrow y otros,[¿dónde?] la existencia de empresas en el libre mercado muestra que hay una necesidad de empresas en los mercados libres, los oponentes de las economías planificadas, simplemente argumentan que no hay necesidad de una única empresa, para toda la economía de mercados, pues no motiva la variedad de producción ni la competitividad basada en la selección natural que a su vez justifica el lucro.[cita requerida]

### Infraestructura e inversión
En ciertas situaciones un conjunto de agentes pueden beneficiarse si en lugar de competir cooperan para una tarea en la que cualquiera de ellos aisladamente no podría tener éxito. En un pueblo de pescadores o pequeñas cofradías, ninguna de ellas puede ser lo suficientemente grande para construir un faro que permita la pesca nocturna. Es más si una cofradía construyese ese faro, las demás que no han contribuido a la construcción se verían igualmente beneficiadas sin haber contribuido. En situaciones perfectamente competitivas el mercado por sí mismo jamás generará ciertos productos o servicios, porque ninguna de las empresas estaría interesada en proporcionar un servicio del que no se beneficiaría en exclusiva. Esta situación se aprecia en el desarrollo de las grandes empresas de telecomunicaciones, las compañías aéreas nacieron como monopolios estatales, amparadas por el estado. Igualmente la investigación en ciencia básica raramente será financiada por empresas privadas, ya que estas estarán más interesada en investigación directamente aplicable a mejorar su posición en el mercado.

### Distribución de la renta
Un objetivo declarado de muchas economías planificadas de inspiración socialista era lograr una distribución de la renta más igualitaria. La planificación permitía que incluso antes de impuestos la distribución se acercara más a una situación más equitativa. Aunque el objetivo de poca desigualdad de la renta en la distribución de la renta fue criticado por algunos autores, lo cierto es que la investigación sociológica moderna ha revelado que la desigualdad es muy nociva socialmente en las sociedades modernas. R. Wilkinson y K. Pickett publicaron un meta estudio Desigualdad: Un análisis de la (in)felicidad colectiva sobre la base de decenas de artículos académicos donde muestran que los países más equitativos alcanzan más y mejores objetivos sociales altamente deseables.

## Planificación de la economía frente a economía centralizada
Una economía planificada es aquella en la que la mayor parte de la economía está prevista por una autoridad del gobierno central. Esto se contrasta con una economía centralizada, en la que el estado asigna sus recursos según sea necesario, sin tener que adherirse a los principios del mercado. Por ello, el mercado pierde su razón de ser como mecanismo consignador de recursos. Estas manipulaciones son llevadas a cabo mediante planes económicos que duran varios años (planes quinquenales), donde se especifica detalladamente el suministro, los métodos de producción, los salarios, las inversiones en infraestructuras, entre otras. 
La economía centralizada conlleva, principalmente, tres dificultades: 
- Errores de previsión: Ante la ausencia de señales, los analistas no siempre acertaban en sus previsiones lo que se tradujo en una falta de adaptación a la realidad y una escasa capacidad de reacción.
- Excesiva burocracia: La planificación necesitaba de un gran aparato burocrático al servicio del Estado, lo que retrasaba la toma de decisiones y la capacidad de reacción.
- Errores informativos: La planificación se encuentra excesivamente centralizada en un solo punto, por lo que es muy difícil disponer de todos los datos actualizados procedentes de instituciones y lugares ajenos a la oficina de Estado.

Este sistema económico, inspirado en la teoría marxista, apareció en la República Socialista Federativa Soviética de Rusia tras la Primera Guerra Mundial, a raíz del estado de excepción y la economía de guerra (se aplicó durante la guerra civil rusa, en su enfrentamiento con el Ejército Blanco y la Triple Entente, que sucedió a los primeros meses del triunfo de la Revolución de Octubre y la conformación de las primeras Repúblicas Soviéticas, agravándose sobremanera a partir del ascenso al poder de Stalin y sus seguidores). Ya conformada la Unión Soviética, con la puesta en práctica de la Nueva Política Económica y las políticas del llamado socialismo en un solo país, dichos modelos de política económica se extenderían después de la Segunda Guerra Mundial por toda Europa del Este y numerosos países asiáticos bajo la órbita de la Unión Soviética y la Komintern.
A finales del siglo XX, la URSS se desmoronó junto con su sistema económico. En la actualidad, Rusia y los países de Europa del Este avanzan hacia una economía de mercado, mientras que China busca un equilibrio y Cuba trata de defender el sistema de economía centralizada aplicando algunas reformas o concesiones en sectores estratégicos como el turismo a la economía de mercado, imperante en el exterior. Actualmente, solo Corea del Norte sigue un modelo de economía planificada, prácticamente sin reformas de tipo capitalista ni de ningún otro tipo.
Un ejemplo de este tipo de economía es la expropiación que tuvo lugar en los Estados socialistas y la comparación con la nacionalización que tuvo lugar en los países de Europa Occidental. Otra diferencia clave es que las economías centralizadas son más autoritarias que las de planificación económica porque a veces esta planificación es de carácter indicativo de la economía, a través de controles de los basados en incentivos.
En la actualidad, no existe país alguno que tenga una economía totalmente de mercado o totalmente centralizada sino más bien una combinación de ambas en mayor o menor grado, lo que se conoce como economía mixta. 
La planificación económica se puede practicar de forma descentralizada a través de diferentes autoridades gubernamentales. Por ejemplo, en algunos casos predominantes es orientado hacia el mercado y en las economías mixtas, el Estado utiliza la planificación económica en sectores estratégicos como la industria aeroespacial. Otro ejemplo de ello es la utilización de la planificación indicativa y dirigismo, que se practicó en Francia y Gran Bretaña tras la Segunda Guerra Mundial. Los modelos de vivienda pública suecos fueron previstas por el gobierno de una manera similar a una planificación urbana. 
Las economías mixtas suelen emplear la planificación en la macroeconomía, mientras que en la microempresa, los asuntos económicos se dejan para el mercado y el sistema de precios. En China, hay actualmente una economía de mercado socialista. Dentro de este sistema, los planes macroeconómicos se utilizan como directrices generales y los objetivos del gobierno para la economía nacional, pero la mayoría de las empresas estatales están sujetas a las fuerzas del mercado. Esto contrasta fuertemente con el modelo de economía planificada de la ex Unión Soviética.

## Planificación de la economía y el socialismo
En el siglo XX, la mayoría de las economías planificadas se llevaron a cabo por los Estados que se llamaban a sí mismos, socialistas. Además, el mayor apoyo a la economía planificada proviene de los autores socialistas. Por estas razones, la noción de una economía planificada a menudo es asociada directamente con el socialismo. Sin embargo, no se debe generalizar. Hay ramas del socialismo como el socialismo libertario, que rechazan un estado centralizado y burocrático, y todas esas tendencias rechazan la planificación económica y en su lugar creen que es mejor la propiedad colectiva descentralizada a favor de la economía y la propiedad.
En el mismo Marx no se encuentra un rechazo del Mercado, sino que este critica que sea libre en condiciones de producción capitalista.
Helmut Wagner, un teórico comunista alemán cercano al comunismo de consejos, en sus Tesis sobre el bolchevismo, publicado en 1933  como miembro de la red de luchadores rojos (Rote Kämpfer, RK), argumentaría en su quincuagésima séptima tesis:

La experiencia de una economía nacional planificada burocráticamente no puede ser considerada, ni de lejos, como un éxito. Los grandes cataclismos internacionales que amenazan a Rusia sólo pueden contribuir a agudizar las contradicciones de su sistema económico hasta un punto en que dichas contradicciones se hagan intolerables, con lo que probablemente se acelerará el hundimiento de esa experiencia económica gigantesca.

## La transición de una economía planificada a una economía de mercado

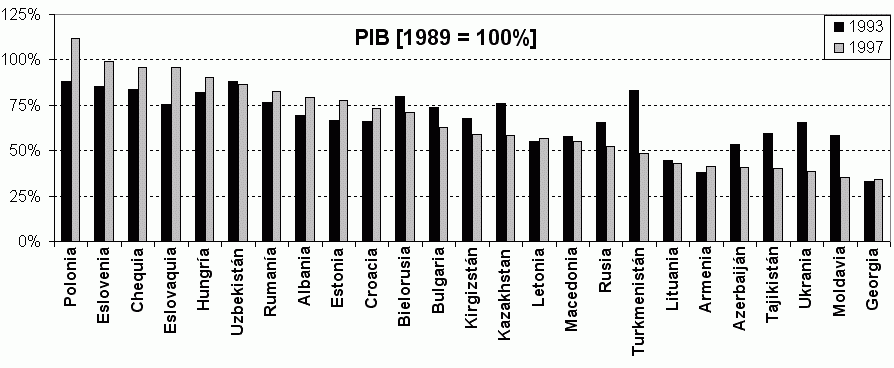
Contracción de las economías exsocialistas después de 1989

El paso de una economía dirigida a una economía de mercado ha demostrado ser difícil, en particular, no existían guías teóricas sobre este tema antes de la década de 1990. Una transición de una economía dirigida a una economía de mercado que muchos consideran que fue exitosa es la de China, en la que hubo un período de algunos años, hasta principios del decenio de 1990 durante el cual tanto la economía planificada y la economía de mercado coexisten. Poco a poco, las partes de la economía planificada en la economía disminuyeron hasta mediados del decenio de 1990, cuando la asignación de recursos fue casi totalmente determinada por los mecanismos de mercado.
Por el contrario, la transición de la Unión Soviética y de los países del Bloque del Este fue mucho más problemática, causando un fuerte descenso en el PIB y un aumento considerable del paro y la precariedad laboral durante el decenio de 1990. Si bien la transición a una economía de mercado resultó ser difícil, muchos de los Estados postsoviéticos están experimentando un fuerte crecimiento, aunque los niveles varían considerablemente. Sin embargo, la mayoría de las ex repúblicas soviéticas no han alcanzado aún los niveles de crecimiento de antes de la caída de la economía planificada, ni parecen próximos a alcanzarlos.